# Košariská
Košariská é um município da Eslováquia, situado no distrito de Myjava, na região de Trenčín. Tem 11,53 km² de área e sua população em 2018 foi estimada em 436 habitantes.

## Demografia
| Ano:        | 1994 | 2004   | 2014   | 2024   |
| ----------- | ---- | ------ | ------ | ------ |
| Broj ljudi: | 431  | 403    | 435    | 416    |
| Razlika:    |      | -6,49% | +7,94% | -4,36% |

| Ano:               | 2023 | 2024   |
| ------------------ | ---- | ------ |
| Número de pessoas: | 417  | 416    |
| Diferença:         |      | -0,23% |